# Cine de Pakistán

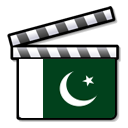
Imagen ilustrativa de una claqueta con la bandera de Pakistán.

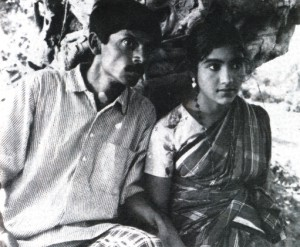
Fotograma de la película Sutorang de 1964. A la izquierda, Subhash Dutta y a la derecha, Kabori Sarwar.

El cine de Pakistán o cine pakistaní (Urdu: پاکِستانی سینما) se refiere a la industria cinematográfica en Pakistán. El país asiático es sede de varios centros de estudios de cine, ubicados principalmente en sus dos ciudades más grandes, Karachi y Lahore. El cine pakistaní ha desempeñado un papel importante en la cultura de ese país, y en los últimos años ha comenzado a florecer nuevamente después de un periodo de declive, brindando entretenimiento a las audiencias en Pakistán y en el extranjero. Varias industrias cinematográficas tienen su sede en Pakistán.

## Historia

### Inicios
Desde 1948 se han producido más de 10 000 largometrajes en urdu en Pakistán, así como más de 8000 largometrajes en punyabí, 6000 en pastún y 2000 en sindhi. La primera película que se produjo fue Husn Ka Daku en 1930, dirigida por Abdur Rashid Kardar en la India Británica. La primera película producida netamente en Pakistán fue Teri Yaad, dirigida por Daud Chand en 1948. Entre 1947 y 2007 el cine pakistaní se ubicó en Lahore, hogar de la industria cinematográfica más grande de la nación (apodada Lollywood). Las películas pakistaníes durante este período atrajeron a grandes audiencias y tuvieron un fuerte culto de seguidores, convirtiéndose en una corriente cultural.

### Década dorada
La década de 1960 se cita a menudo como la edad de oro del cine pakistaní. Durante este período se presentaron muchas estrellas que se convertirían en leyendas del cine en la pantalla grande. A medida que el blanco y negro se volvió obsoleto, Pakistán vio la introducción de las primeras películas en color. Algunas de las que comparten el estatus de ser las primeros san Azra de Munshi Dil a principios de la década de 1960, Sangam de Zahir Raihan (primer largometraje a color en el país) estrenada el 23 de abril de 1964 y Mala. En 1962 se estrenó Shaheed, que introdujo el conflicto de Palestina a los pakistaníes en los cines y se convirtió en un éxito instantáneo. En 1962, el actor más versátil de Pakistán, Mohammad Ali, debutó en la película Charagh Jalta Raha. Fue estrenada el 9 de marzo de 1962 en la sala de cine Nishat en Karachi. En septiembre de 1965, luego de la guerra entre Pakistán y la India, todas las películas indias fueron completamente prohibidas en el país. Una prohibición leve había existido desde 1952 en Pakistán Occidental y desde 1962 en Pakistán Oriental, pero se ejerció rigurosamente después de la guerra de 1965. Durante este periodo, Waheed Murad emergió como la nueva figura juvenil, llegando a ser llamado el Marlon Brando de Pakistán.

### Declive y resurgimiento
A principios de la década de 1970 Pakistán fue el cuarto productor mundial de largometrajes. Sin embargo, entre 1977 y 2007, la industria cinematográfica de Pakistán entró en declive debido a la islamización, el fortalecimiento de las leyes de censura y la falta general de calidad. A lo largo de los años 1980 y 1990, la industria del cine atravesó varios períodos de altibajos, un reflejo de su dependencia de los fondos e incentivos estatales.
Para el año 2000, la industria del cine en Lahore se había derrumbado y vio un cambio gradual de actores, actrices, productores y cineastas pakistaníes de Lahore a Karachi. En 2007, las heridas de la industria cinematográfica colapsada de Pakistán comenzaron a curarse y Karachi se consolidó como el centro del cine en el país. La calidad y la nueva tecnología llevaron a una explosión de formas alternativas de cine. Este cambio ha sido visto por muchos como la causa principal del «resurgimiento del cine pakistaní». A pesar de la crisis de la industria que comenzó a mediados de la década de 1980, las películas pakistaníes han conservado gran parte de su identidad distintiva. Desde el cambio a Karachi, las películas hechas en Pakistán una vez más comenzaron a atraer a un fuerte culto de seguidores.

## Lollywood
Lollywood es la industria cinematográfica pakistaní más antigua, con sede en Lahore, Punjab, Pakistán. Desde 1929, Lahore ha sido el centro del cine pakistaní, produciendo películas tanto en punjabi como en urdú. Sin embargo, desde 2007, Karachi ha superado en gran medida a Lahore en las producciones cinematográficas en urdú. La palabra «Lollywood» fue acuñada en el verano de 1989 en la revista Glamour, publicada en Karachi, por el columnista Saleem Nasir.

## Festivales de cine
- Festival de cine de Kara
- Festival de cine LUMS Internacional
- Festival de cine de Pakistán en Nueva York
- Festival Internacional de cine de Pakistan - PiFF

## Premios
- Premios Nigar
- Premios PTV
- Premios Lux Style
- Premios de cine ARY
- Pemios Pakistan Media
- Premios Hum
- Premios Hum Style
- Premios IPPA

## Industrias regionales
- Cine balochi
- Cine urdu
- Cine punyabí
- Cine pastún
- Cine sindhi